# 马哈雷特·蔺·泽维尔
马哈雷特·蔺·泽维尔（皇家泰語轉寫通用系統：Magaret Lin Xavier，1898年5月29日—1932年12月6日） 是一名泰国女醫生，她是第一位获得医学学位的泰国妇女。 
马哈雷特·蔺·泽维尔出生於暹罗曼谷。其父是暹罗驻意大利大使。泽维尔在伦敦女子医学院和皇家自由醫院获得了MBBS、MRCS和LRCP學位。    
1924年，泽维尔返回泰国，在泰国红十字会、朱拉隆功国王纪念医院和泰國公共卫生部設在挽叻縣的医疗机构擔任一名妇产科医生。1932年8月12日，據說當天泽维尔接生了普密蓬·阿杜德的王后、玛哈·哇集拉隆功的母亲诗丽吉王太后。1932年12月6日，泽维尔因脑炎伴隨流感并发症去世。     
2020年5月29日，Google在Google涂鸦紀念澤維爾的122歲誕辰。